# Kurt Orinsky
Kurt Orinsky (* 2. Juni 1896 in Gnesen; † 25. Februar 1990 in Osnabrück) war ein deutscher Altphilologe und Gymnasiallehrer.
Kurt Orinsky studierte nach dem Besuch des Gymnasiums in Gnesen ab 1914 zunächst in Königsberg, dann ab 1915 in Breslau. 1920 wurde er in Breslau bei Richard Foerster promoviert. 1921 legte er das Examen für das höhere Lehramt ab. Ab 1922 unterrichtete er in Breslau, 1929 wurde er Studienrat am Gymnasium in Waldenburg, 1942 stellvertretender Leiter des Gymnasiums in Andreashütte. Nach dem Krieg lebte er vorübergehend (ab 1949) in Hameln und war später Lehrer am Ratsgymnasium in Osnabrück. 
In seiner Dissertation beschäftigte sich Orinsky mit den Übungsreden spätantiker Rhetorenschulen (Progymnasmata), die unter den Namen des Nikolaus von Myra und des Libanios überliefert sind. Er kam zu dem Ergebnis, dass die Progymnasmata des Libanios nicht von diesem stammen; als Autor nahm er ebenfalls Nikolaus von Myra an. Die Arbeit wurde nur in einem zweiseitigen Auszug sowie vier vollständigen Exemplaren gedruckt und wurde der breiteren wissenschaftlichen Öffentlichkeit nur durch eine ausführliche Rezension bekannt. Er publizierte Artikel in Wilhelm Heinrich Roschers Ausführlichem Lexikon der griechischen und römischen Mythologie und in der  Realencyclopädie der classischen Altertumswissenschaft. 1964 bis 1969 verfasste er zahlreiche Rezensionen für die Mitteilungen des Deutschen Altphilologen-Verbandes, Landesverband Niedersachsen.

## Veröffentlichungen (Auswahl)
- De Nicolai Myrensis et Libanii quae feruntur progymnasmatis. Dissertation Breslau 1920 (gedruckt nur ein zweiseitiger Auszug).
- Die Wortstellung bei Gaius. In: Glotta 12, 1922, S. 83–100.
- Ktesibios. In: Paulys Realencyclopädie der classischen Altertumswissenschaft (RE). Band XI,2, Stuttgart 1922, Sp. 2074–2076.
- Rezension zu F. Eckstein In: Abriß der griechischen Philosophie. In: Gymnasium 65, 1958, S. 478–479